# Victor Mendes
Victor Manuel Valentín Mendes, né le 14 février 1959 à Salvaterra de Magos (Portugal, district de Santarém, région de l’Alentejo), dans la freguesia de Marinhais, est un matador portugais.

## Présentation

### Carrière
- Débuts en novillada avec picadors : 30 juillet 1978.
- Présentation à Madrid : 1er mai 1980 aux côtés de Ramón Fernández Martín « Sacromonte » et Manuel Rodríguez « El Mangui ». Novillos de la ganadería de Branco Nuncio.
- Alternative : Barcelone (Espagne) le 13 septembre 1981. Parrain, Palomo Linares ; témoin, « Manzanares ». Taureaux de la ganadería de Carlos Nuñez.
- Confirmation d’alternative à Madrid : 16 mai 1982. Parrain, Luis Francisco Esplá ; témoin, « Morenito de Maracay ». Taureaux de la ganadería de Pablo Romero.
- Confirmation d’alternative à Mexico : 23 avril 1986.

### Biographie
Victor Mendes est considéré comme l’un des plus grands matadors qu’ait connu le Portugal, notamment grâce à son courage, son pundonor et sa capacité à affronter des taureaux de quelque catégorie que ce soit. Durant toutes les années 1980 et le début des années 1990, il a été l’un des matadors les plus appréciés tant en France qu’en Espagne ou qu’en Amérique latine. C’était en outre l’un des meilleurs banderilleros de son époque.